# Joshua Giddings
Joshua Giddings (* 20. Juli 2003 in Derby) ist ein britischer Radsportler, der auf Straße und Bahn aktiv ist.

## Sportliche Laufbahn
Als Junior war Giddings Mitglied der Great Britain Cycling Junior Academy  und wurde für die Junioren-Europameisterschaften 2021 nominiert, wo er mit dem Team in der Mannschaftsverfolgung und im Madison die Goldmedaille gewann. Für die Bahnradsportsaison 2022/2023 wurde er 2022 in das Great Britain Cycling Team vom British Cycling aufgenommen. Bei den U23-Europameisterschaften 2023 wurde er erneut Europameister in der Mannschaftsverfolgung. Auf der Straße startete er international 2022 ausschließlich mit den Nationalteam unter anderem bei der Tour of Britain.
2023 wurde Giddings Mitglied im Lotto Dstny Development Team, um sich mehr dem Straßenradsport zuzuwenden. Beim Course de la Paix Grand Prix Jeseníky verpasste er auf der ersten Etappe als Zweiter nur knapp den ersten Sieg bei einem internationalen Rennen auf der Straße. 2024 gewann er mit Brussel–Opwijk das erste Saisonrennen der niederländisch-belgischen U23 Road Series. Auf der vierten Etappe der Olympia’s Tour wurde er erneut Etappenzweiter. Im Juni 2024 erhielt Giddings einen Vertrag beim UCI ProTeam von Lotto Dstny ab der Saison 2025.

## Erfolge

### Bahn
2021
- Junioren-Europameister – Mannschaftsverfolgung (mit Josh Charlton, Joshua Tarling und Ross Birrell)
- Junioren-Europameister – Madison (mit Josh Charlton)
- Britischer Junioren-Meister – Madison mit (Jack Brough)

2023
- U23-Europameister – Mannschaftsverfolgung (mit Josh Charlton, Noah Hobbs und Joshua Tarling)

### Straße
2023
- Mannschaftszeitfahren Tour Alsace